# Lijst van streken in Luxemburg
Dit is een lijst van streken in het Groothertogdom Luxemburg. Tussen haakjes staan de Luxemburgse districten toegevoegd en eventueel andere landen.
- Ardennen (Diekirch, België en Frankrijk)
- Gutland (Grevenmacher en Luxemburg)
- Hoge Ardennen (Diekirch en België)
- Klein Zwitserland (Grevenmacher)
- Minett (Luxemburg)
- Mullerthal (Grevenmacher)
- Nordstad (Diekirch)
- Ösling (Diekirch)